# Infecção congênita por citomegalovírus
O citomegalovírus congênito (CMV) é uma infecção por citomegalovírus (CMV) em um recém-nascido. A maioria, cerca de 90%, não apresenta sintomas. Alguns bebês nascem pequenos. Outros sintomas podem incluir erupção cutânea, olhos amarelos, fígado aumentado, inflamação da retina ou convulsões. As complicações ocorrem em cerca de 20% dos casos e podem incluir perda de audição ou visão, deficiência de desenvolvimento ou cabeça pequena.
Ela é causada quando uma mãe contrai CMV durante a gravidez e o transmite ao feto. Tanto a reativação do vírus como a reinfecção podem resultar na doença, sendo que as primeiras infecções apresentam um risco maior, de cerca de 32%. O risco é maior se a mãe for infectada no final da gravidez, embora o risco de doença grave seja maior se ela for infectada no início da gravidez. A maioria das mulheres grávidas infectadas não apresenta sintomas, enquanto algumas apresentam sintomas semelhantes aos da febre glandular. O diagnóstico é feito por meio de exames, preferencialmente de urina, embora saliva e sangue possam ser utilizados, nas primeiras 3 semanas após o nascimento. Os exames de sangue podem revelar níveis elevados de ALT ou plaquetas baixas.
A probabilidade de infecção é reduzida lavando as mãos e evitando tocar na saliva ou na urina de crianças pequenas. Pode haver algum benefício em tomar Valganciclovir por seis meses em bebês afetados, embora possam ocorrer efeitos colaterais. O Ganciclovir é outra opção. Recomendam-se testes de audição e visão de rotina para as pessoas afetadas.
Em todo o mundo, a condição é comum e provavelmente subnotificada. No Canadá, nos Estados Unidos e na Europa Ocidental, estima-se que afete cerca de 1 em cada 200 bebés. As taxas são três vezes mais elevadas nos países de renda média e baixa. A morte ocorre em cerca de 1% das pessoas afetadas. A condição foi descrita claramente pela primeira vez na década de 1960, embora casos suspeitos tenham ocorrido desde a década de 1930. O impacto económico parece ser maior nos países de renda média e baixa.